# أول جون اولسن
أول جون اولسن هو سياسي نرويجي، ولد في 6 ديسمبر 1884، وتوفي في 31 مايو 1939. حزبياً، نشط في حزب العمال. وقد انتخب عضو برلمان النرويج ‏.